# ロレッジャ
ロレッジャ（伊: Loreggia）は、イタリア共和国ヴェネト州パドヴァ県にある、人口約7,700人の基礎自治体（コムーネ）。

## 地理

### 位置・広がり

#### 隣接コムーネ
隣接するコムーネは以下の通り。括弧内のTVはトレヴィーゾ県所属を示す。
- カンポザンピエーロ
- カステルフランコ・ヴェーネト (TV)
- ピオンビーノ・デーゼ
- レザーナ (TV)
- サン・マルティーノ・ディ・ルーパリ
- サンタ・ジュスティーナ・イン・コッレ

### 気候分類・地震分類
ロレッジャにおけるイタリアの気候分類 (it) および度日は、zona E, 2431 GGである。
また、イタリアの地震リスク階級 (it) では、zona 2 (sismicità media) に分類される。

## 姉妹都市
- ボルゲット・ディ・ボルベーラ、イタリア 2001年